# Saint-Sauveur-de-Landemont
Saint-Sauveur-de-Landemont är en kommun i departementet Maine-et-Loire i regionen Pays de la Loire i nordvästra Frankrike. Kommunen ligger i kantonen Champtoceaux som tillhör arrondissementet Cholet. År 2018 hade Saint-Sauveur-de-Landemont 991 invånare.

## Befolkningsutveckling
Antalet invånare i kommunen Saint-Sauveur-de-Landemont
| Referens: INSEE |